# Шумское княжество
Шумское княжество — одно русских княжеств, существовавших в XII—XIII веках, удел Волынского княжества. Центром удела был город Шумск (сейчас город районного значения в Тернопольской области Украины).

## История
Впервые Шумск упоминается в 1149 году в Киевской летописи при описании конфликта Изяслава Мстиславича и Юрия Долгорукого. В 1154 году по договору с братом, Мстиславом Изяславичем, за Ярославом Игоревичем была закреплена восточная часть Волыни, в том числе и Шумск. В 1211 году Шумск вместе с рядом других Волынских городов находился под управлением луцкого князя Ингваря Ярославича. 
После смерти Ингваря Ярославича Шумским княжеством владел его сын или внук Святослав, погибший в битве на Калке 31 мая 1223 года, после чего упоминания о шумских князьях исчезают.
В 1228 году перешел в управление Волынского князя Василька Романовича. В марте 1233 года в битве под Шумском войска Василька Романовича и его брата Данила Галицкого разбили армию венгерского королевича Андрея. В 1259 году Шумск был местом переговоров Василька Романовича с темником Золотой Орды Бурундаем.
В 1366 году упомянут в литовско-польском договоре о разделе наследия Романовичей  в числе пограничных гоhодов, отошедших к Литве.

## Список князей Шумских
- (?) Ярополк Изяславич (около 1143/1147 — 7 марта 1168), князь Шумский и Бужский с 1157[4], сын Изяслава Мстиславича, великого князя Киевского
- (?) Василько Ярополкович (ум. 1182), князь Шумский в 1168—1180, князь Дорогичинский в 1180—1182[4], сын предыдущего
- (?) Изяслав Ярославич (1174/1177 — февраль 1196), князь Шумский с 1180[4], сын луцкого князя Ярослава Изяславича
- Ингварь Ярославич (ок. 1152 — ок. 1220), князь луцкий с 1180, великий князь киевский в 1201—1203, 1204, 1212, князь волынский в 1209—1210, князь Дорогобужский в 1211, князь Шумский с 1196, брат предыдущего
- Святослав (ум. 31 мая 1223), князь Шумский с ок. 1220, сын или внук предыдущего
- (?) Ярослав Ингваревич (ум. после 1229), князь Перемильский в 1220—1223, князь Шумский в 1223—1227, князь Луцкий в 1227—1228, князь Меджибожский с 1228[4], сын Ингваря Ярославича